# Digitalis canariensis
Digitalis canariensis är en grobladsväxtart som beskrevs av Carl von Linné. Digitalis canariensis ingår i släktet fingerborgsblommor, och familjen grobladsväxter. Inga underarter finns listade i Catalogue of Life.

## Bildgalleri

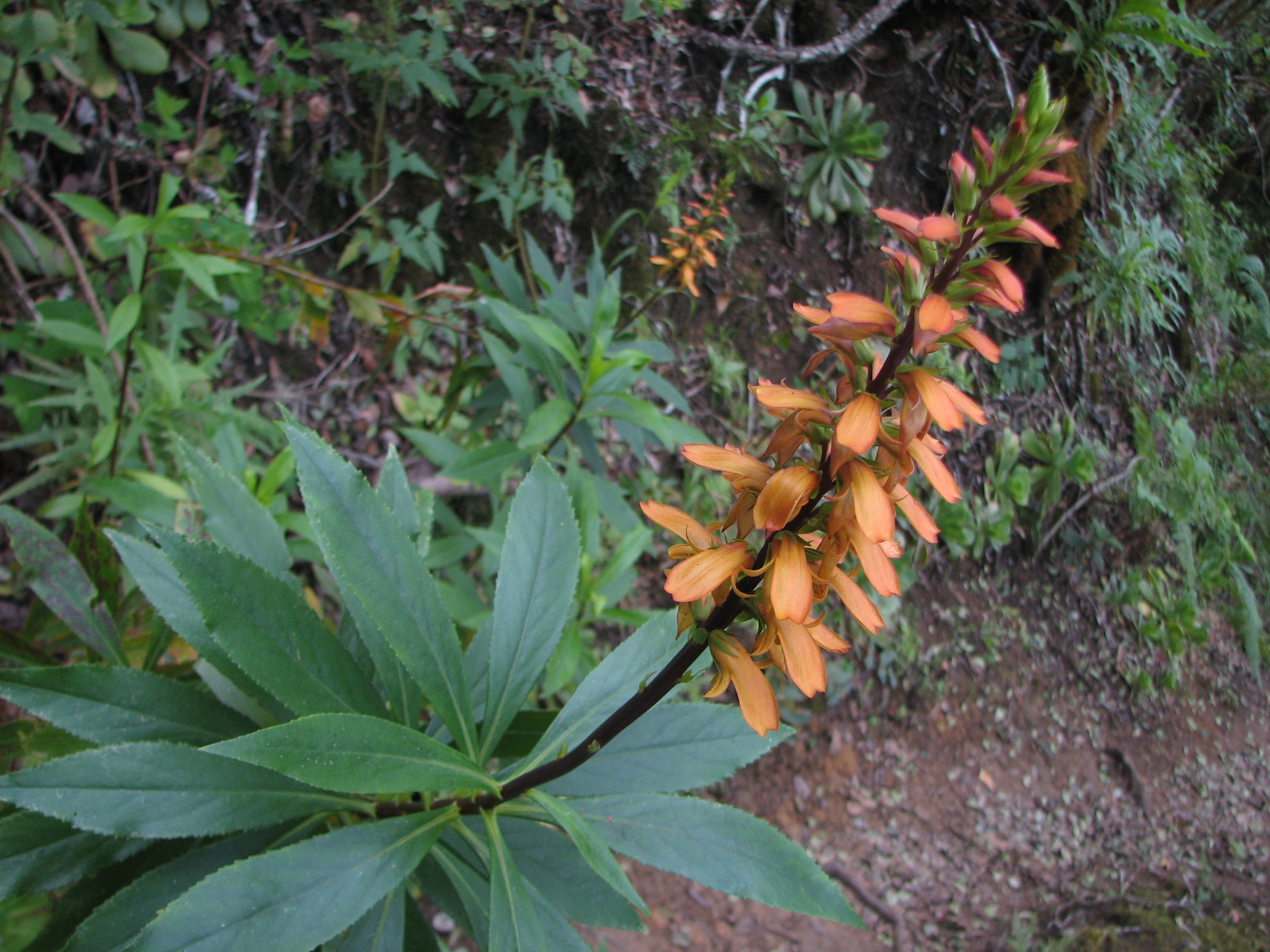
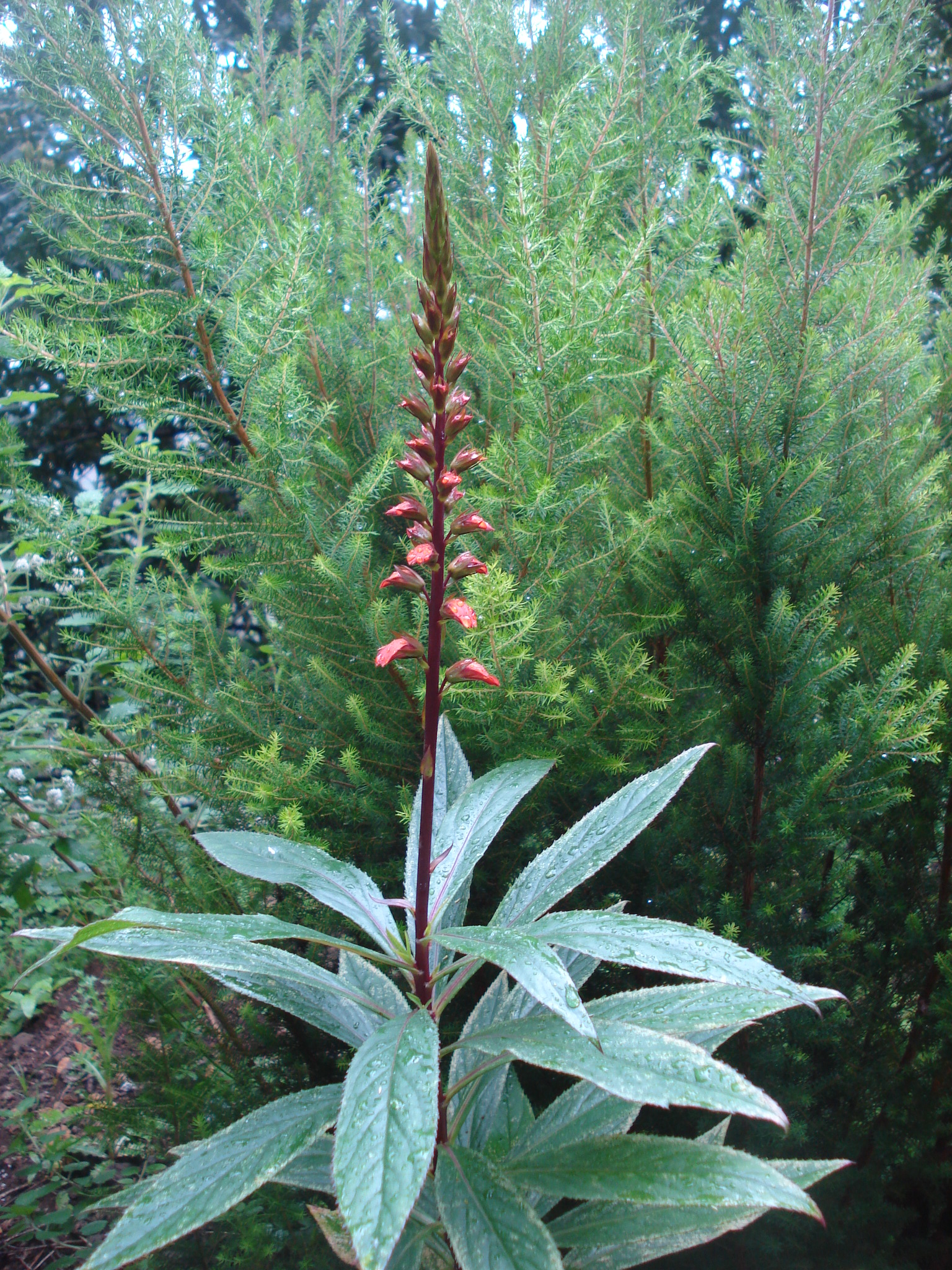
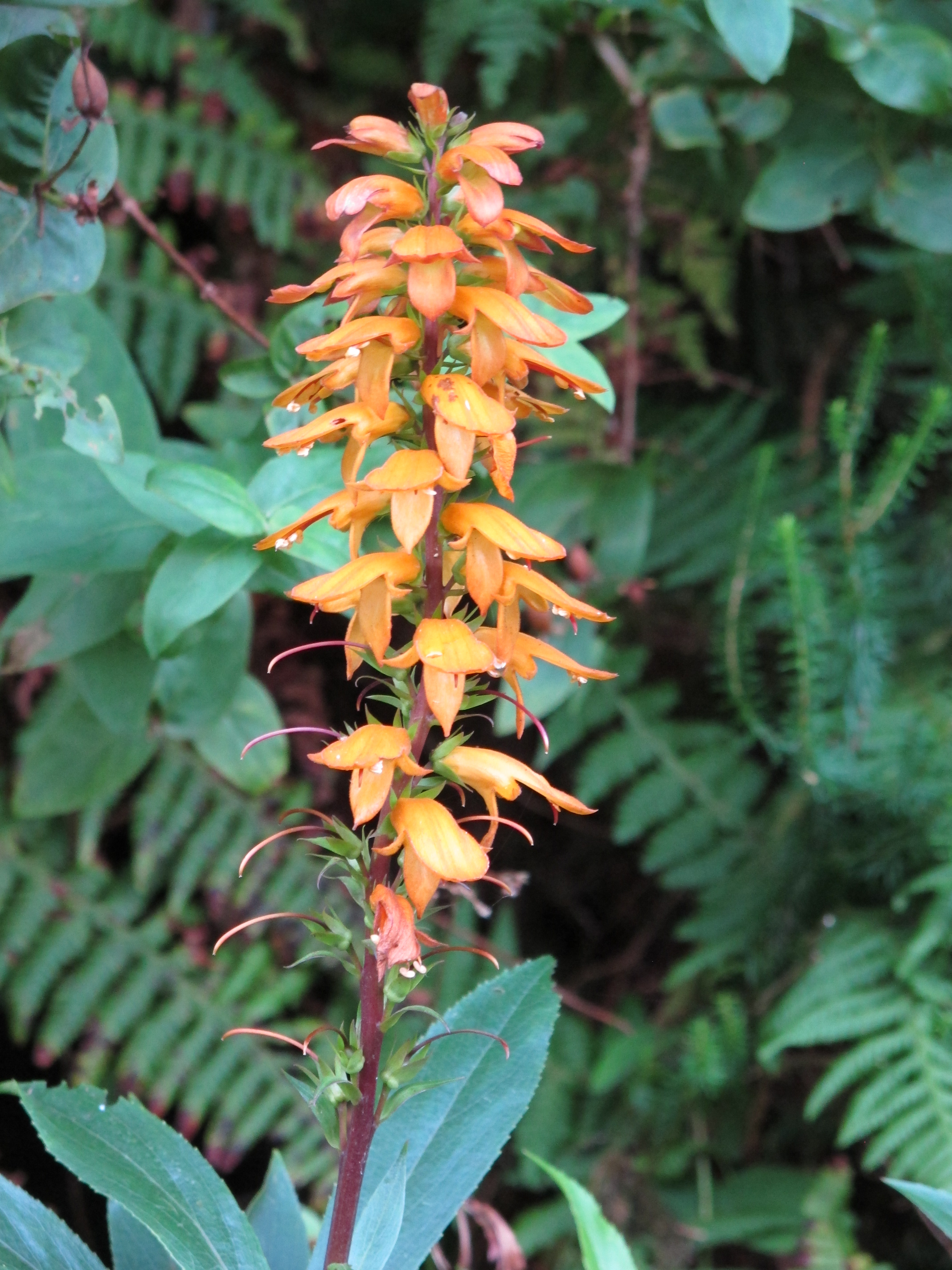
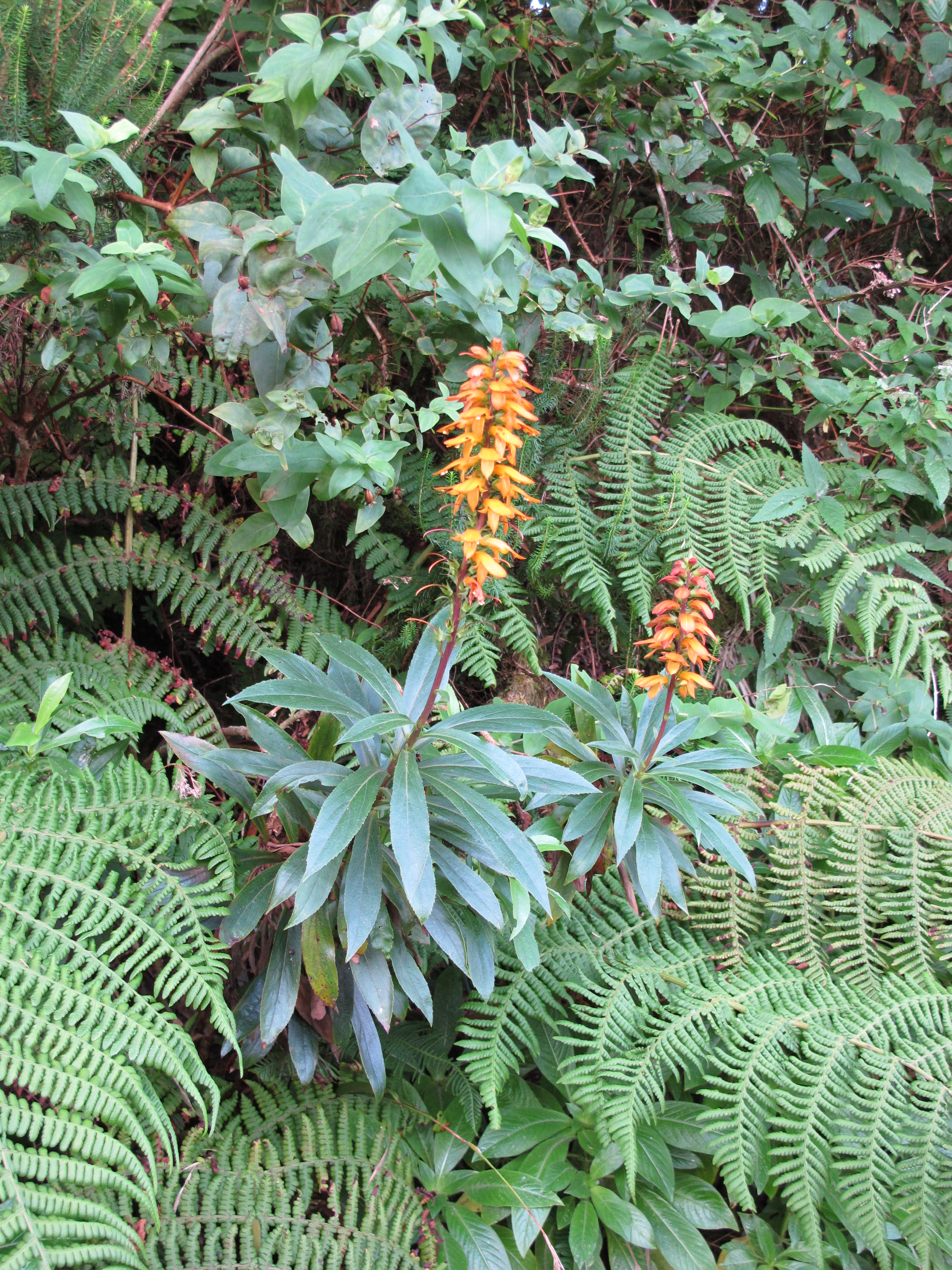
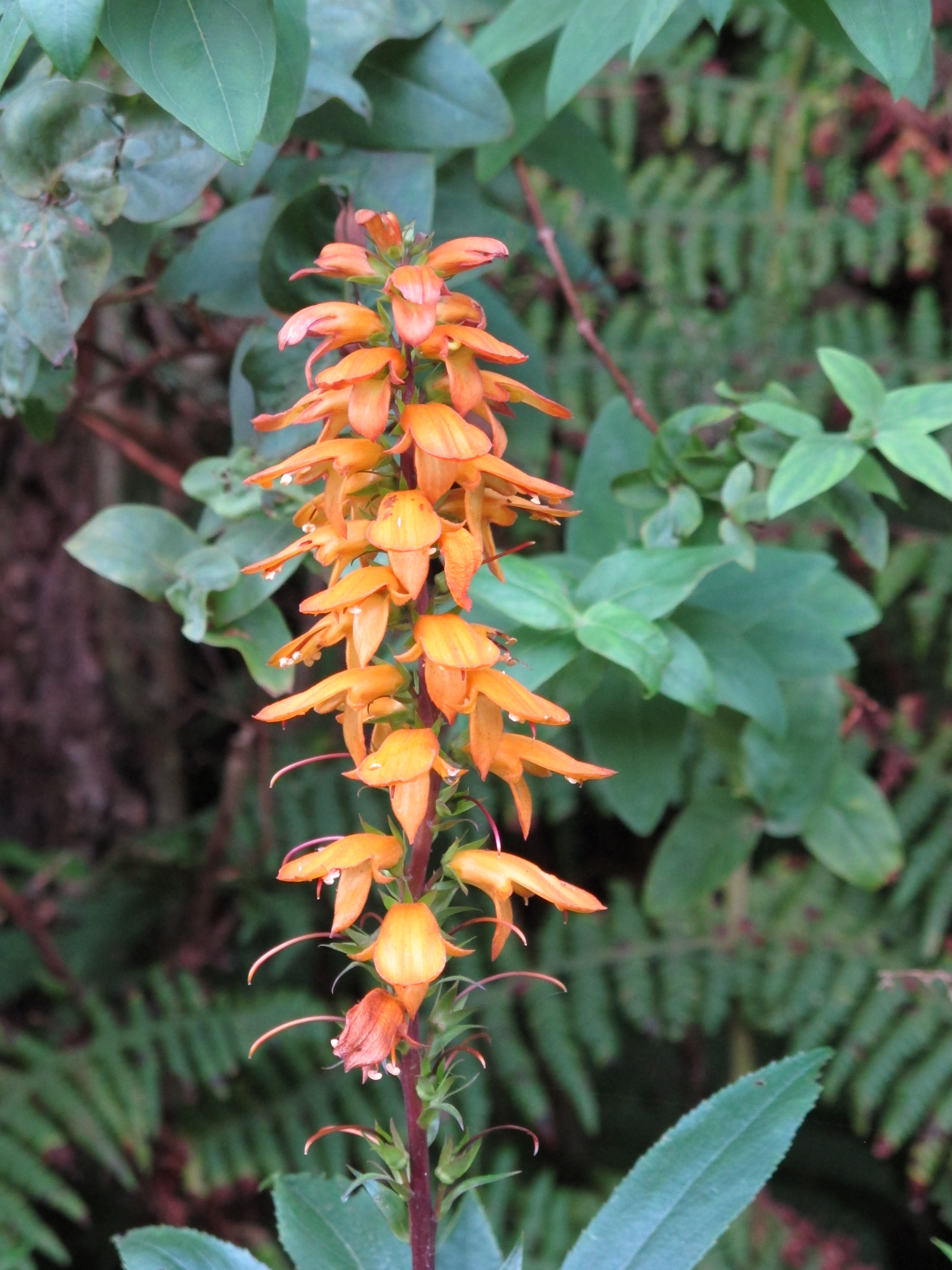
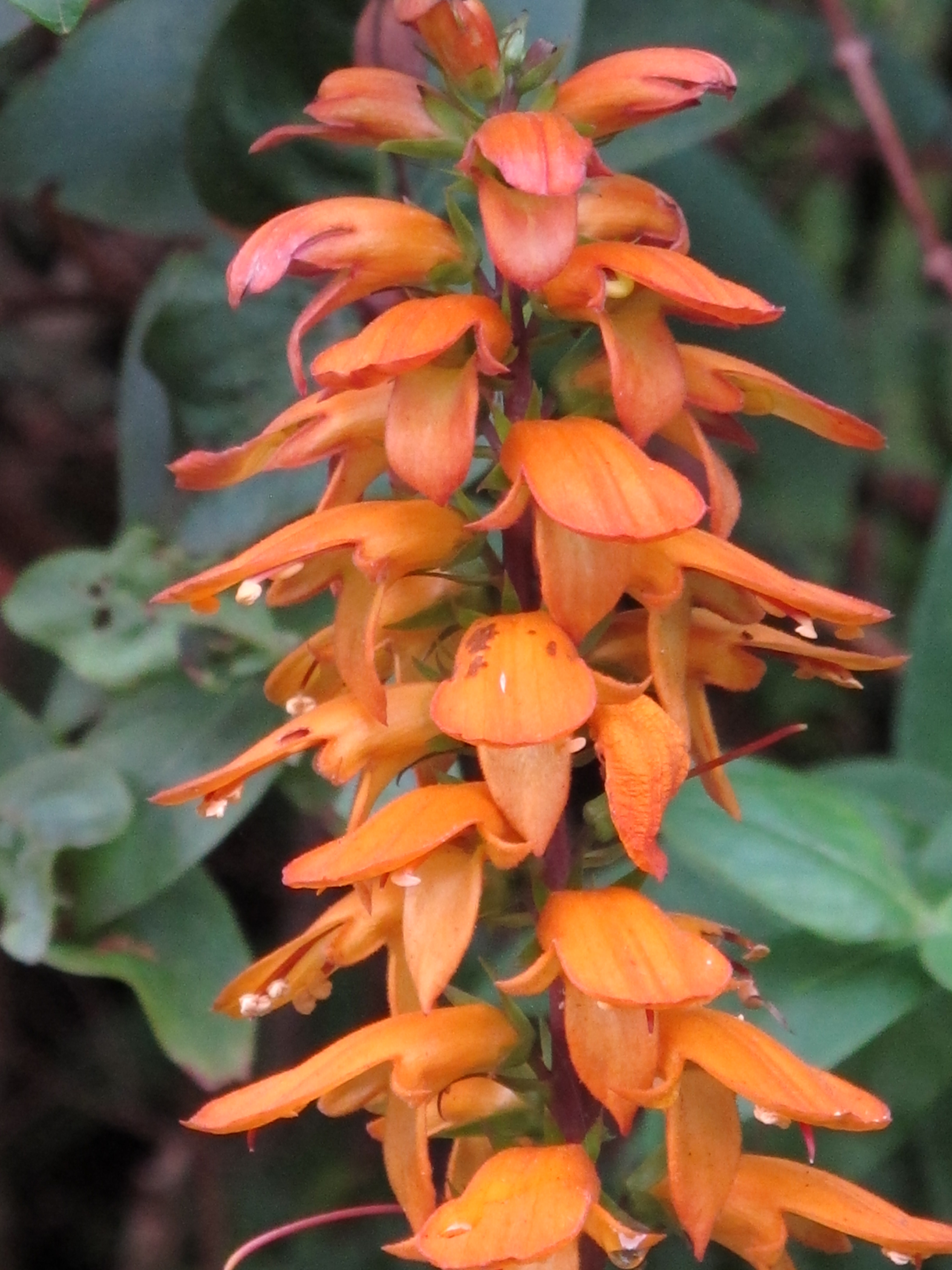